# 인도 철도
인도 철도(영어: Indian Railways, 힌디어: भारतीय रेल्वे, 이하 줄여서 IR)는 인도 지역에 여객 철도 운송업을 하는 준공영 기업이다. 회사본부는 뉴델리에 있다.